# Sverigefinner
 Ikke at forveksle med Finlandssvenskere.
Sverigefinner er den del af den svenske befolkning, der taler finsk eller som har en baggrund i det finske sprog. 
Da Finland i over 600 år indgik som en del af Sverige, er der i dag en relativt stor andel af sverigefinner. Hvis man regner fire generationer med, udgør antallet af sverigefinner over 712.000.[kilde mangler]
66 svenske kommuner hører til det administrative område for det finske sprog. I disse kommuner har sverigefinner ret til førskole og ældreomsorg på finsk og ret til mundtlige og skriftlige kontakter til myndigheder på finsk.